# NGC 6166B
NGC 6166B је спирална галаксија у сазвежђу Херкул која се налази на NGC листи објеката дубоког неба.
Деклинација објекта је + 39° 33' 39" а ректасцензија 16h 28m 53,1s. Привидна величина (магнитуда) објекта NGC 6166 износи 14,9 а фотографска магнитуда 15,8. NGC 6166B је још познат и под ознакама MCG 7-34-76, CGCG 224-45, KUG 1627+396, PGC 58299.